# Maurupt-le-Montois
Maurupt-le-Montois é uma comuna francesa na região administrativa do Grande Leste, no departamento de Marne. Estende-se por uma área de 18.12 km², e possui 586 habitantes, segundo o censo de 2018, com uma densidade de 32 hab/km².